# Sant Iscle de Vallalta
Sant Iscle de Vallalta est une commune de la province de Barcelone, en Catalogne, en Espagne, de la comarque de Maresme